# マット・リドレー
第5代リドレー子爵マシュー・ホワイト・リドレー（英: Matthew White Ridley, 5th Viscount Ridley、1958年7月2日 - ）通称マット・リドレー（英: Matt Ridley）は、イギリスの貴族（子爵）にして科学ジャーナリスト、科学・経済啓蒙家、イギリス貴族院議員。
マシュー・リドレーは第5代のリドレー子爵であり、2012年に父親第4代リドレー子爵マシュー・ホワイト・リドレーの死去に伴い襲爵して第5代リドレー子爵となり、2013年には世襲貴族から保守党所属の貴族院議員に選出された。

## 主な著書
- The Red Queen: Sex and the Evolution of Human Nature, 1993.

長谷川真理子訳『赤の女王：性とヒトの進化』翔泳社,1995
- The Origins of Virtue: Human Instincts and the Evolution of Cooperation, 1996.

岸由二・古川 奈々子訳 『徳の起源：他人をおもいやる遺伝子』翔泳社,2000
- Genome: The Autobiography of a Species in 23 Chapters, 1999.

中村桂子・斉藤隆央訳『ゲノムが語る23の物語』紀伊國屋書店, 2000
- Nature via Nurture: Genes, Experience, & What Makes Us Human, 2003.

中村桂子・斉藤隆央訳『やわらかな遺伝子』紀伊國屋書店, 2004
- Francis Crick: Discoverer of the Genetic Code, 2006.

田村浩二訳『フランシス・クリック：遺伝暗号を発見した男』勁草書房, 2015
- The Rational Optimist: How Prosperity Evolves, 2010.

大田直子・鍛原多惠子・柴田裕之訳『繁栄：明日を切り拓くための人類10万年史』早川書房, 2010
- The Evolution of Everything: How New Ideas Emerge, 2015.

大田直子・鍛原多惠子・柴田裕之・吉田三知世訳『進化は万能である：人類・テクノロジー・宇宙の未来』早川書房, 2016
- How Innovation Works: And Why It Flourishes in Freedom, 2020.

大田直子訳『人類とイノベーション：世界は「自由」と「失敗」で進化する』NewsPicksパブリッシング, 2021

## 受賞歴
- 2004年全米科学アカデミー図書賞
- 2007年デイヴィス賞